# Намерикава
Намерика́ва (яп. 滑川市 Намэрикава-си) — город, расположенный в префектуре Тояма (Япония).
Площадь города составляет 54,61 км², население — 33 242 человека (1 июля 2014), плотность населения — 608,72 чел./км².
Город основан 1 марта 1954.

## Города-побратимы
- Коморо, Япония (1974)
- Тоёкоро, Япония (1984)
- Насусиобара, Япония (1996)
- Шомберг, США (1997)